# Пац, Людвик Михал
Людвик Михал Пац (пол. Ludwik Michał Pac) (1778—1835) — дивизионный генерал польской армии, участник Наполеоновских войн.

## Биография
Представитель литовского магнатского рода Пацов герба «Гоздава». Единственный сын генерал-майора польских войск и старосты ковенского Михаила Паца (1754—1800) и Людвики Тизенгауз (ум. ок. 1791).
Родился 19 мая 1778 года в Страсбуре (Франция), образование получил в школах Англии и Франции и в Виленском университете.
Служил в польских легионах под знамёнами Наполеона и с отличием участвовал в войнах Франции с Испанией в 1808 году (был ранен в сражениях при Медина-дель-Рио-Секко и Бургосе) и Австрией в 1809 году.
В 1812 году был произведён в бригадные генералы польской армии и принял участие в походе Великой армии в Россию, находился в свите императора Наполеона I в качестве одного из трёх польских генерал-адъютантов императора, наряду с Йозефом Коссаковским и Евстахием Сангушко. После изгнания Наполеона, Пац в составе польских войск сражался с союзниками в Пруссии и Франции, в бою при Лаоне был ранен. По окончании Наполеоновских войн вернулся в Польшу и жил как частное лицо.
В 1831 году он в чине дивизионного генерала принял участие в восстании Польши против России, командуя дивизией, был ранен в сражении под Остроленкой и по усмирении мятежа бежал во Францию. Затем поочерёдно жил в Англии, Валахии и наконец в Турции.
Дважды стрелялся на дуэли с князем Адамом Чарторыйским, бывшим российским министром иностранных дел. Умер в Смирне 6 августа 1835 года.

## Награды
- Орден Святого Станислава (Варшавское герцогство, 1813)
- Орден «Virtuti militari», командорский крест (Варшавское герцогство, 1 октября 1813)
- Орден Почётного легиона (Французская империя):
  - командор (24 октября 1813)
  - офицер (1809)
  - кавалер (1808)
- Военный орден Максимилиана Иосифа, рыцарский крест (Королевство Бавария, 1812)